# Dinomyidae
Los dinómidos (Dinomyidae) son una familia de roedores histricomorfos que incluye numerosos géneros, de los cuales sólo sobrevive uno, Dinomys, con una sola especie, la pacarana. Son nativos de Sudamérica.

## Taxonomía
- Géneros basales
  - Pseudodiodomus †
  - Agnomys †

- Subfamilia Eumegamyinae †
  - Doellomys †
  - Gyriabrus †
  - Briaromys †
  - Tetrastylus †
  - Colpostemma †
  - Orthomys †
  - Eumegamys †
  - Pseudosigmomys †
  - Pentastylodon †
  - Eumegamysops †
  - Telicomys †

- Subfamilia Potamarchinae †
  - Scleromys †
  - Olenopsis †
  - Simplimus †
  - Eusigmomys †
  - Potamarchus †

- Subfamilia Dinomyinae
  - Dinomys
  - Josephoartigasia †
  - Telodontomys †